# Jan Zaor

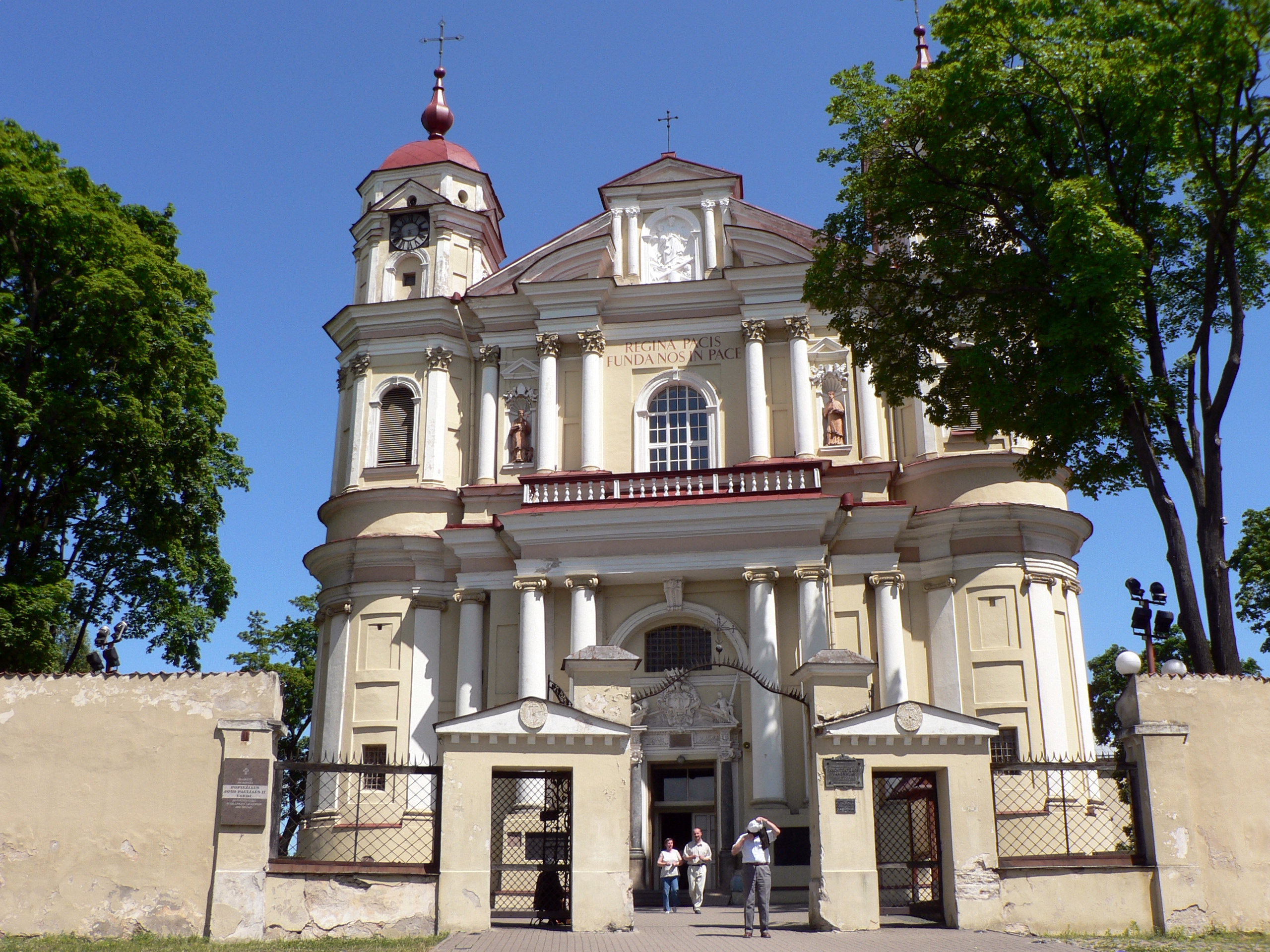
St.-Peter-und-Pauls-Kirche in Vilnius

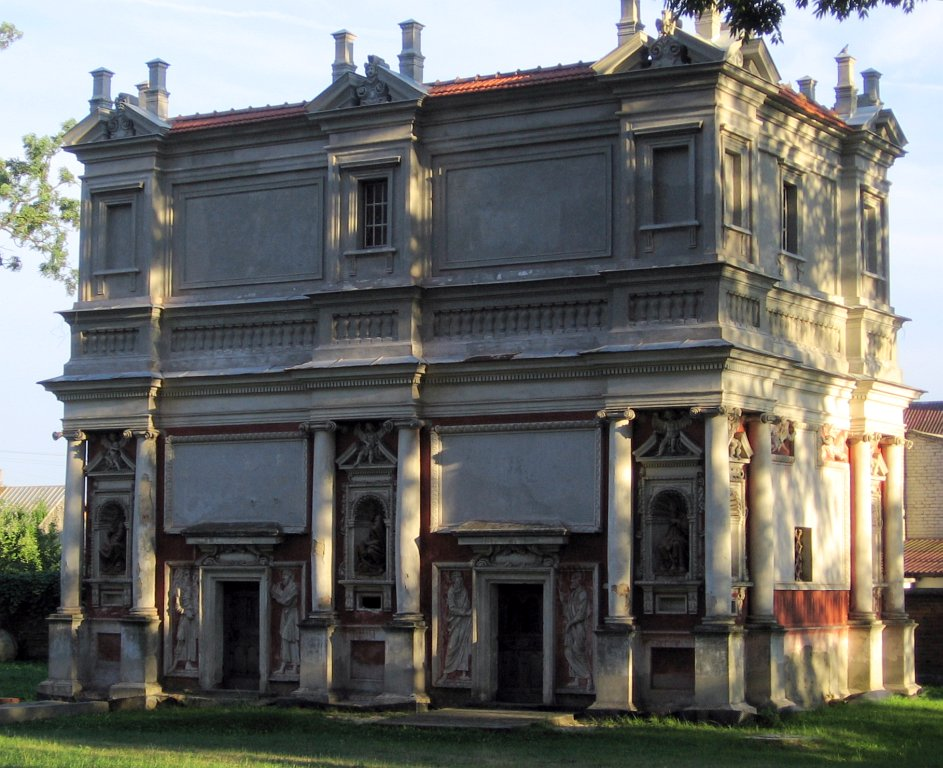
Das Heilige Haus in Gołąb

Jan Zaor (auch Zaur, Zaorowicz) war ein polnischer Barock-Architekt aus Krakau. Er lebte im 17. Jahrhundert und arbeitete ungefähr zwischen den Jahren 1638 und 1676. Er wurde bekannt als Architekt der St.-Peter-und-Pauls-Kirche in Vilnius.

## Arbeiten
Er begann um 1638 als Architekt in Gołąb, wo er am Heiligen Haus (domek loretański) arbeitete.
Darüber hinaus entwarf und/oder überwachte er den Bau folgender Gebäude:
- Die Kirche in Tarnów (ca. 1650)
- Die königliche Kapelle in der Kirche von Kazimierz Dolny (1653)
- Kirche und Kloster Pažaislis (1672–1674)
- St.-Peter-und-Pauls-Kirche in Vilnius (1668–1676)

## Quelle
- Biografische Daten zu Jan Zaor. WIEM Encyklopedia, abgerufen am 27. März 2009 (polnisch).

| Personendaten    | Personendaten                   |
| ---------------- | ------------------------------- |
| NAME             | Zaor, Jan                       |
| ALTERNATIVNAMEN  | Zaorowicz, Jan; Zaur, Jan       |
| KURZBESCHREIBUNG | polnischer Architekt des Barock |
| GEBURTSDATUM     | vor 1638                        |
| STERBEDATUM      | nach 1676                       |